# Charaxes butleri
Charaxes butleri är en fjärilsart som beskrevs av Rothschild 1907. Charaxes butleri ingår i släktet Charaxes och familjen praktfjärilar. Inga underarter finns listade i Catalogue of Life.